# Babur (misil)
El Babur (Urdu: بابر nombre del primer emperador mogol Zahir ud-Din Babur), también designado Hatf VII, es el primer misil de crucero desarrollado por Pakistán. El misil está diseñado para evitar la detección de radar y penetrar las defensas aéreas enemigas. La producción serie del Babur se inició en octubre de 2005.

## Historia y posible origen
Se ha especulado que el diseño del misil Babur esté derivado del misil de crucero BGM-109 Tomahawk, después de que  dicha nación recuperase al menos seis Tomahawks que se estrellaron en territorio paquistaní en el año 1998, durante los ataques aéreos sobre objetivos en Afganistán, y así mismo su diseño parece demostrar esta influencia; ya que el sistema de propulsión del BGM-109 Tomahawk es parecido sino el mismo de dicho misil, y según lo que se ve en ciertos videos de su lanzamiento. Sin embargo, aún no existe confirmación y/o negación de dicho hecho y la organización de desarrollo de misiles paquistaní NESCOM ha rechazado esta teoría. 
Se cree que estos misiles se han desarrollado en respuesta a los informes de que la India estaba planeando adquirir misiles Patriot de Estados Unidos, a fin de establecer un sistema de defensa de misiles balísticos.

## Diseño
El fuselaje del Babur se compone de un fuselaje tubular, con un par de alas plegadas junto a la sección central y la cola en la parte trasera al lado del sistema de propulsión. Impulsado por un motor a reacción y un turborreactor), el Babur tiene una velocidad máxima de aproximadamente 880 Km/h. El motor principal proporciona orientación adicional para acelerar el misil lejos del vehículo de lanzamiento, después de que despliegan las alas, dicho motor se desprende pasando a impulsarlo el motor a reacción.
El sistema de guía del Babur utiliza una combinación de sistemas de navegación inercial, contorno de terreno coincidentes (INERCIA) y orientación de satélite GPS. El sistema de orientación al parecer puede identificar misiles.
Se afirma que el Babur tiene un alto grado de maniobrabilidad, lo que le permite ir pegado al terreno y capacidades furtivas. dando al Babur la capacidad de penetrar los sistemas de defensa antiaérea enemiga sin ser detectados y sobrevivir hasta alcanzar el objetivo.

### Misiles similares
- BGM-109 Tomahawk
- Scalp Naval
- RK-55
- Nirbhay
- Cj-10